# Scleromystax macropterus
Scleromystax macropterus är en fiskart som först beskrevs av Regan, 1913.  Scleromystax macropterus ingår i släktet Scleromystax och familjen Callichthyidae. Inga underarter finns listade i Catalogue of Life.